# Garfián
Garfián es un pueblo de la parroquia de Santa María de Beariz, en el municipio de Beariz, en la provincia de Orense, España. En el año 2020 tenía 12 habitantes, 7 hombres y 5 mujeres.

## Lugares de Beariz
- Alvite
- Beariz
- A Bouza
- Garfián
- Magros
- Muradás

## Parroquias de Beariz
- Santa María de Beariz
- Santa Cruz de Lebozán
- San Salvador de Girazga

- Datos: Q12389953